# Engelbrektsskolan, Stockholm
Engelbrektsskolan är en grundskola vid Valhallavägen 76 på Östermalm i Stockholms innerstad. Den är en av innerstadens största skolor med omkring 1 050 elever. Fastigheten Sädesärlan 1 är grönmärkt av Stadsmuseet i Stockholm, det innebär "särskilt värdefull från historisk, kulturhistorisk, miljömässig eller konstnärlig synpunkt".

## Historia

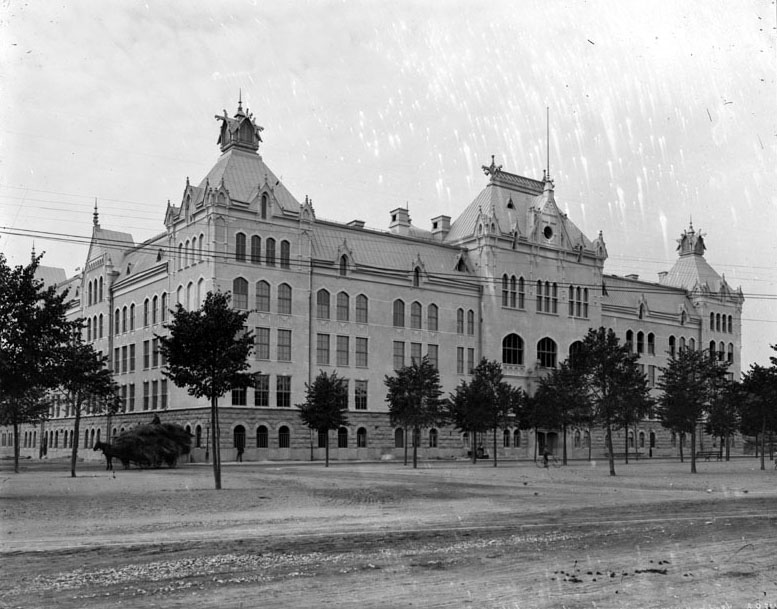
Skolans exteriör, 1901.

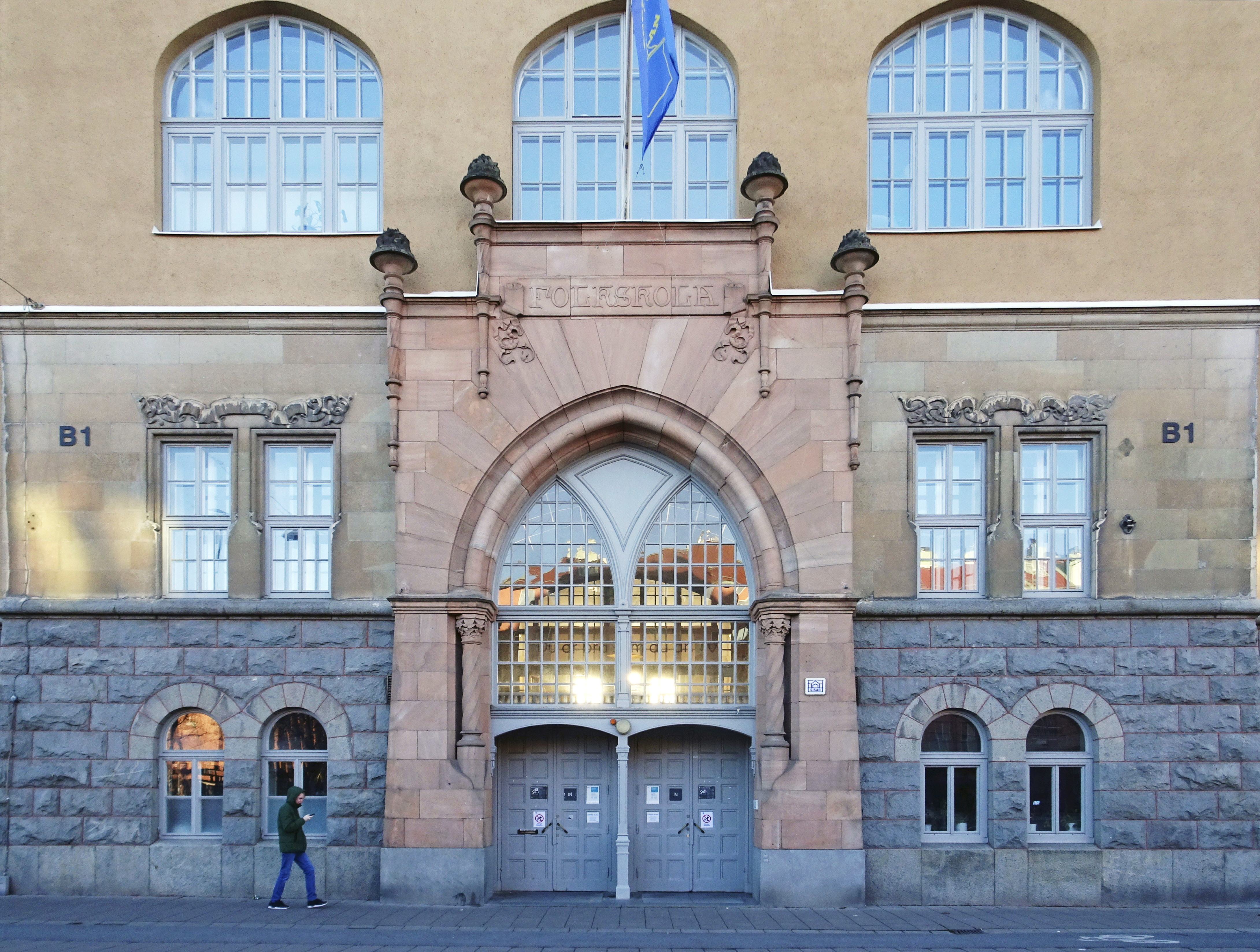
Skolans portal, 2022.

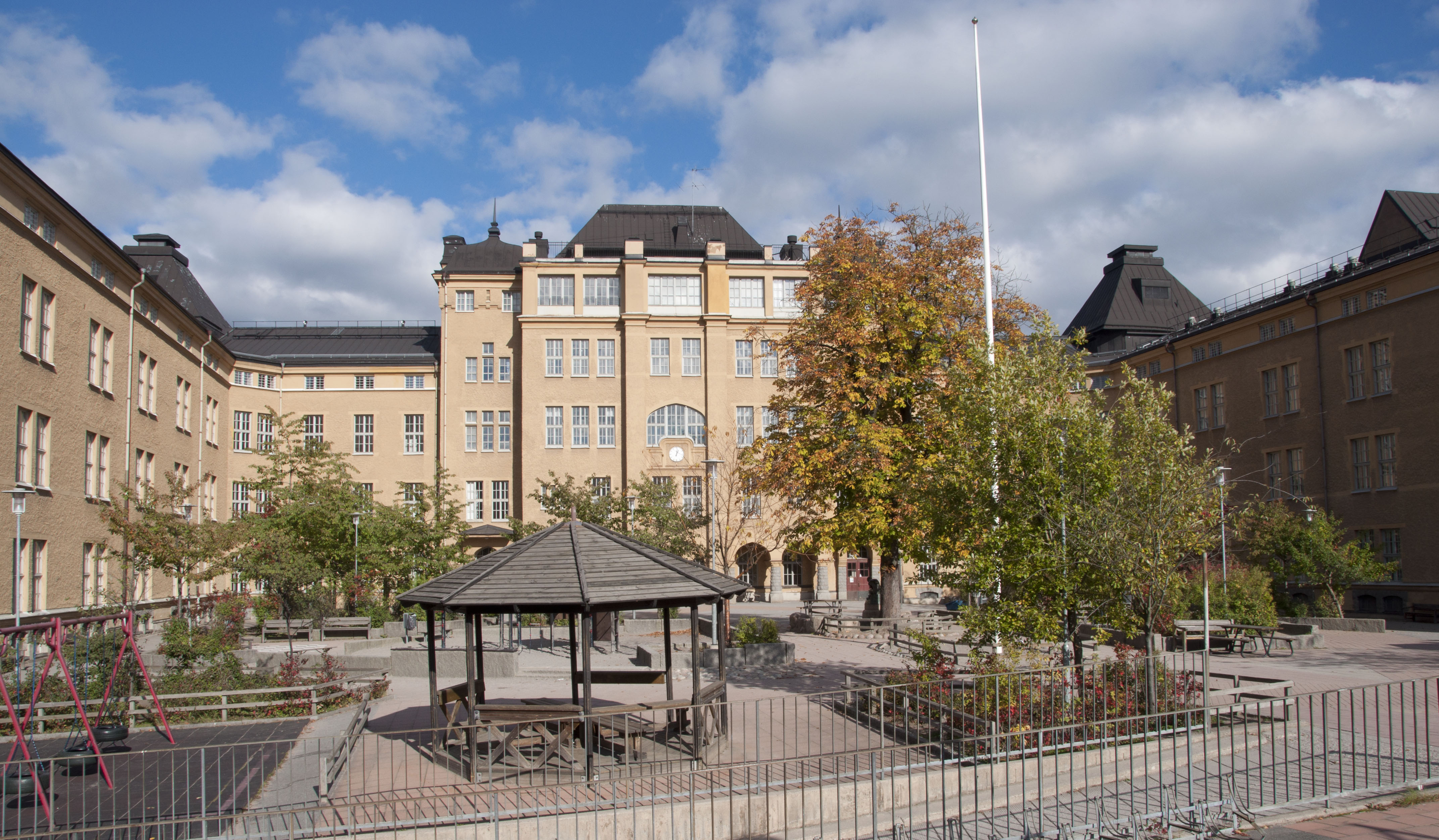
Skolgården, 2010

Under 1800-talets senare decennier flerdubblades antalet invånare i huvudstaden. Med hjälp av den av Alfred Nobel nyligen introducerade dynamiten kunde nya områden tas i anspråk i stadsbyggandet. Under denna tid bebyggdes det gamla Ladugårdslandet och stadsdelen Östermalm växte fram. Stadsdelens invånarantal ökade åren 1880–1900 från 31 000 till 66 000 invånare. Hedvig Eleonora församlings tidigare folkskola vid Linnégatan räckte då inte till åt de stora barnkullarna, och 1899 påbörjades därför bygget av församlingens norra skola inom dåvarande kvarteret Vakteln vid Valhallavägen. 
Bygget hade föregåtts av en arkitekttävling som vunnits av Konrad Elméus, men till följd av nödvändiga kostnadsbesparingar omarbetades ritningarna av Ernst Haegglund. Resultatet blev likväl ett slottsliknande folkskolepalats dimensionerat för 2 400 barn. Den 29 januari 1902 invigdes Hedvig Eleonora Norra Folkskola av kung Oscar II. Från vårterminen 1902 fanns 1 800 elever fördelade i 57 klassrum, men skolan visade sig snart vara överdimensionerad.
Då många fattiga barn bodde i skolans upptagningsområde utspisades flera av dem i skolans lokaler. I byggnaden fanns även en badinrättning där eleverna tvagade sig under överinseende av baderskan. Kläderna kunde avlusas i desinfektionsugnen. Baderskan bodde i en lägenhet i själva skolbyggnaden. Här fanns även bostäder för vaktmästaren, städerskan och maskinisten samt en större våning för överläraren.
Då församlingen 1906 delades i två delar ändrades namnet till Engelbrekts folkskola efter Engelbrektskyrkan som kom att uppföras i den angränsande Lärkstaden.
Uppe på skolans tak iordningställdes 1915 utrymmen för friluftsklasser. Dessa var till för tuberkulossjuka barn, då det ansågs att den friska luften skulle göra dem gott. Tjocka överdragskläder och halmskor skyddade mot kylan, och varmvattenkrus i trälådor användes för att värma fötterna. Som mest undervisades 50 barn utomhus. Undervisningsformen pågick fram till 1950-talet.
1942 putsades skolan om varvid fasad och takpartier kraftigt förenklades enligt Paul Hedqvists ritningar. Den stora portalen i skulpterad sandsten med inskriptionen FOLKSKOLA fick dock stå kvar.
År 1955 låg Stockholms tekniska realskola, under några år, i byggnaden. 1969 infördes Sveriges första förberedelseklass i skolan. Häri gick ett tiotal invandrarelever och lärde sig svenska mellan en och fyra terminer. Det översta våningsplanet, med salar för naturkunskapsämnen i skolans södra flygel, brann 1979 och i samband med ombyggnad och omdisponering fick mellanstadieeleverna flytta över till Hjorthagens skola. I juli 1987 brann det återigen i det översta våningsplanet.

## Undervisningen idag

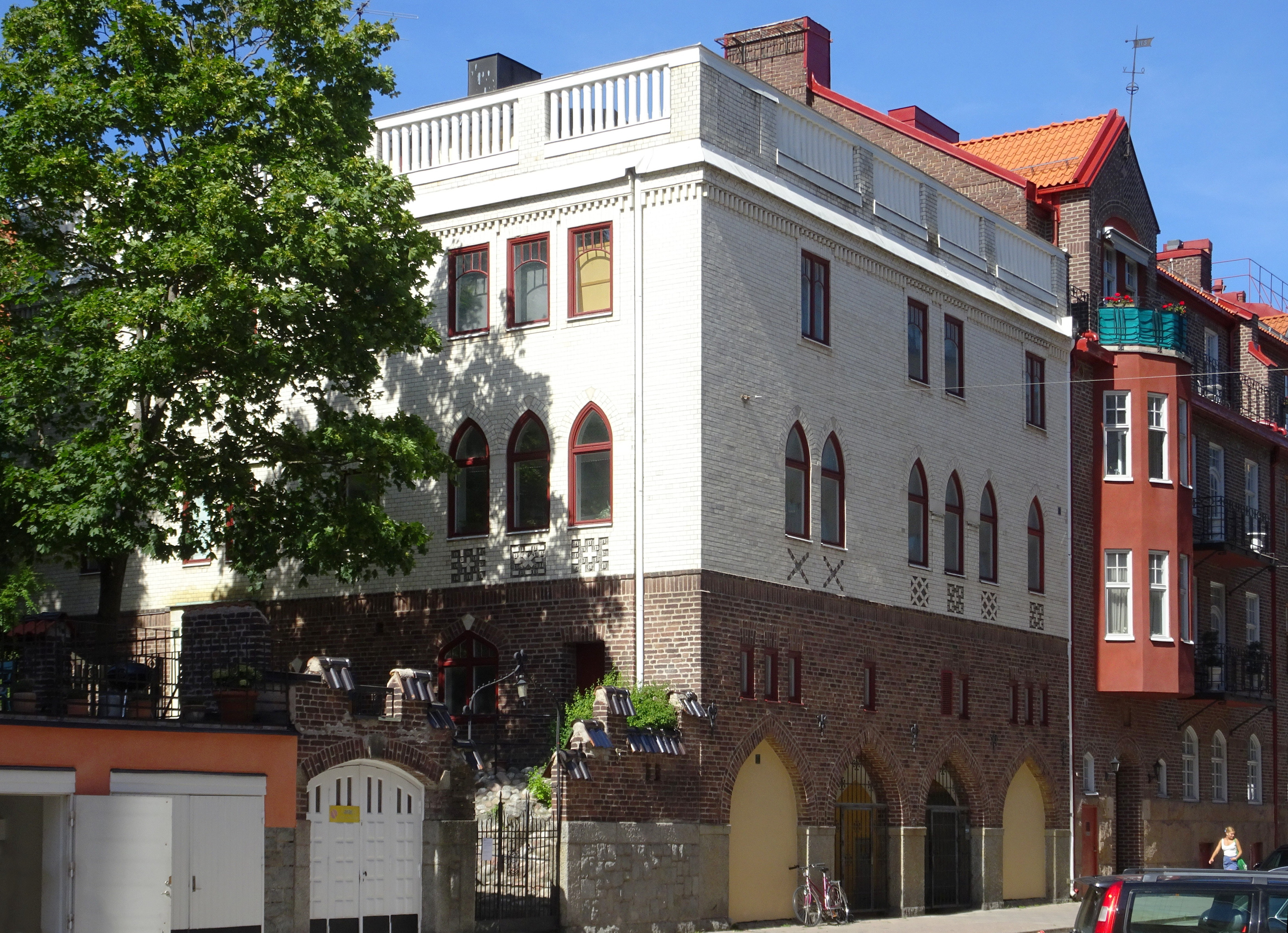
Fritidshemmet Sagerska.

Vid skolan läser idag 950 elever. Skolan är idag en av åtta skolor som är utsedd till profilskola i matematik och naturorienterande ämnen. Man erbjuder även elever profileringar inom fotboll, kultur samt pop och rock.
Skolan stängdes för renovering och ombyggnad från höstterminen 2011. Verksamheten evakuerades till provisoriska lokaler dels i anslutning till Gärdesskolan i andra änden av Valhallavägen, dels till Kungsholmen. Skolan återöppnades höstterminen 2013. Samtidigt med ombyggnaden av skollokalerna uppfördes två bostadshus mot Uggelviksgatan respektive Danderydsgatan. Däremellan anlades en idrottshall under mark med en bollplan på taket..
I fastigheten Piplärkan 13, vid närbelägna Uggelviksgatan 5 bedriver Engelbrektsskolan Fritidshemmet Sagerska för elever i årskurs 3.